# Gwendal Peizerat

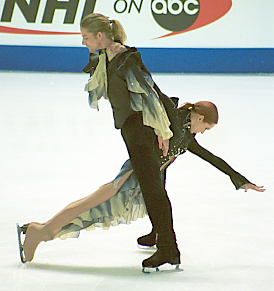
Peizerat (mer stående)/Anissina

Gwendal Peizerat, född 21 april 1972, är en fransk isdansare som tillsammans med Marina Anissina, som han började åka med år 1993, tog olympiskt guld i Salt Lake City år 2002. Det var Frankrikes första olympiska guld i isdans. Som par övade de 36 timmar i veckan under tävlingssäsongen. Numera figurerar Peizerat ofta som kommentator i konståkningssammanhang.
Han utexaminerades från EMLYON Business School.